# テツandトモ
テツandトモ（テツアンドトモ）は、ニチエンプロダクション所属のお笑いコンビ。1998年結成。M-1グランプリ2002ファイナリスト。
初期は「テツ&トモ」という表記もあったが、「テツandトモ」の表記が正しい（姓名判断の結果を受けて変更したとされる）。

## メンバー
テツ（1970年5月9日 - ）（55歳）
主にボケ担当、立ち位置は向かって左。

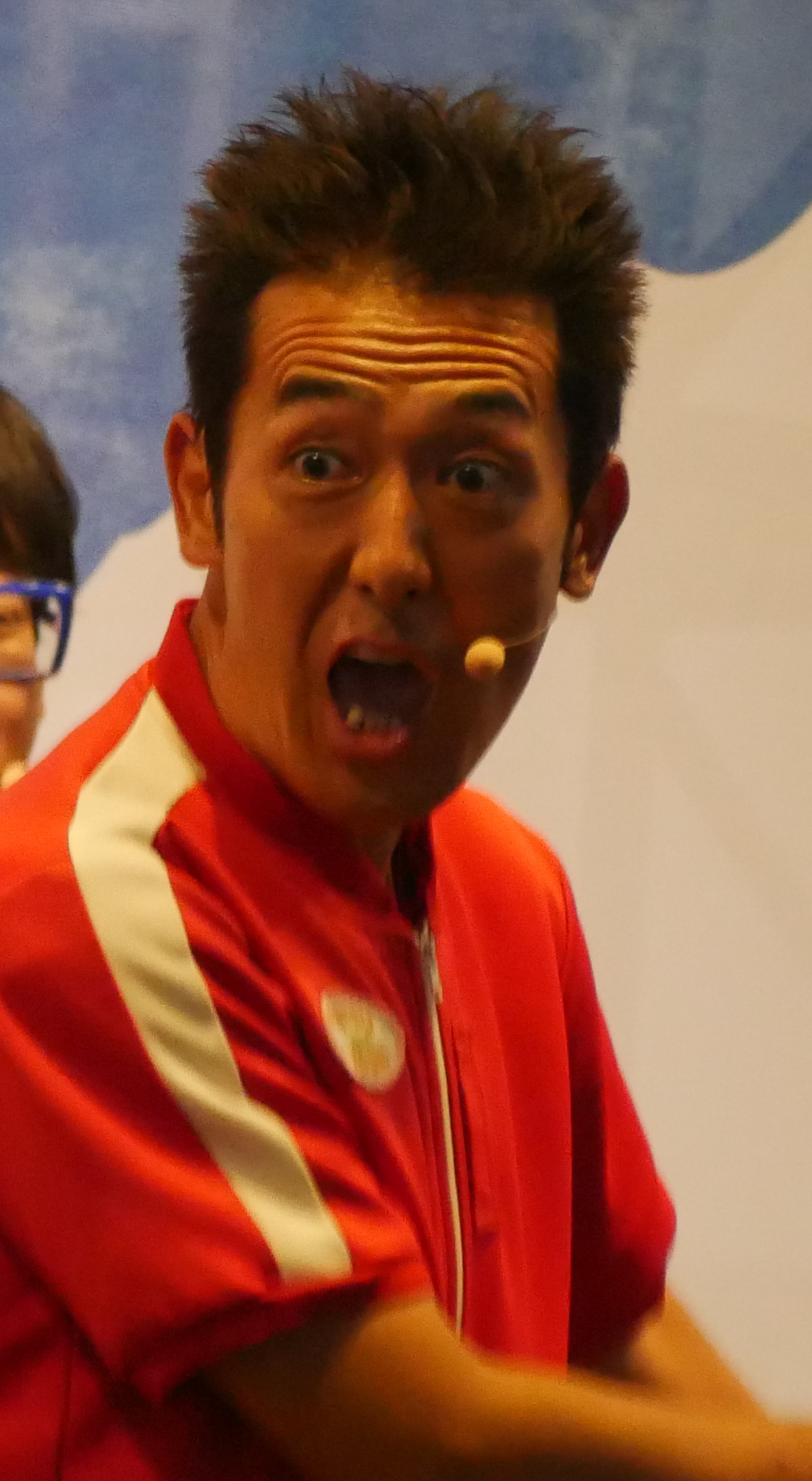
テツ

- 本名：中本 哲也（なかもと てつや）。滋賀県大津市（旧滋賀郡志賀町）出身、志賀町立木戸小学校　志賀町立志賀中学校、滋賀県立石山高等学校、日本大学藝術学部演劇学科演技コース卒業。血液型A型。赤いジャージを着て踊る。愛称はテッちゃん。
- 実家は琵琶湖から徒歩5分の場所にあり、両親、5歳年下の妹、父方の祖父母との6人暮らしだった。両親は国道を挟んだ実家の向かいで喫茶店「コーヒーショップRIKYU」を経営していた。時期は不明だが、その後店を閉店して店の隣に工場を建て、両親は精密機械メーカーの部品作りの会社を経営した。
- 1977年に小学校に入学後は、在来線の湖西線を利用し、電車通学の生徒数が少なかったため、同級生とは6年間同じクラスだった。子供の頃から目立ちたがり屋で誰かを喜ばせたいという性格だったため、率先して学級委員をやったりレクリエーションで張り切るなどした。両親が喫茶店を出していたこともあり、当時の将来の夢は料理人だった。
- 子供の頃から五木ひろしの大ファンである。これは父親が元々五木の大ファンだったことが影響し、当時本人も五木の歌を聴いたりカラオケで歌っていた。小学6年生の時、母親に勧められて子供たちが参加するテレビ歌番組『ちびっこものまね紅白歌合戦』に応募。当日は、白組のトリとして五木ひろしの「契り」を熱唱した。以後、ちびっこ系歌番組に色々と出るようになり、将来は歌手になりたいと思い始める。カラオケがまだ少ない時代であり、電車で90分くらいかかる小学校の先生の自宅に遊びに行った時にも、ちびっこのど自慢で歌った「契り」を練習していた。
- 中学校に入学すると、目立ちたがりなことからサッカー部、応援団、生徒会など色々と参加。関西ローカルの一般参加の演芸番組『素人名人会』（毎日放送）で歌を披露して賞金3万円をもらった。その賞金でモーリスのアコースティックギターを購入(このギターは2023年2月現在、相方のトモが使っている)。
- 県立石山高校に進学後もサッカー部に所属し、応援団長も担当。2年次の文化祭ではクラスでの演劇『オイディプス王』で主役を演じた。皆で舞台を作り上げることに面白味を感じ、本番では表現することに感動を覚えた。またこの頃は、五木ひろしのような歌手を目指すなら、「（公演などで披露する）芝居も学ぶ必要がある」と考えていた。なお、石山高校時代の同級生に、声優のゆきのさつきがいる。
- 大学進学の際、地元の国立大学である滋賀大学教育学部と、日本大学藝術学部を受験して両大学に合格したが、最終的に演劇の道を志して日本大学へ進学した。
- 大学入学後、ミュージカル研究会に所属。生活費を稼ぐため、ガードマン、喫茶店、サッカー教室のコーチなどバイトに明け暮れた。1991年（大学3年生の頃）、日本大学藝術学部在学生を中心に結成した「劇団BQMAP」の旗揚げに参加。旗揚げ公演は裏方スタッフとしての参加だったが後日役者に転向し、徐々に看板役者としてメイン格の役を演じるようになった。この頃、後に声優となる前田剛や竹内順子とも共演していた。
- 大学卒業後も就職せずに20代は「劇団BQMAP」で舞台役者として活動を続けながらバイト三昧の生活を送った。当時一番続いたバイトは、池袋にあったフランス料理店「パリの朝市」で、この店は後に妻となる女性と出会った場所でもある。トモとのコンビ結成でお笑いの道に進むため、1997年の公演を最後に「劇団BQMAP」を脱退。
- デビュー当時は、出身高校である石山高校のジャージを着ていた。
- 2004年5月9日に婚姻届を出し、翌年2月に長男、2008年に長女、2013年に次男が誕生し、2023年2月現在は3児（2男1女）の父である。
- 妻とはコロナになる前から常にソーシャルディスタンスをとっている。
- 2008年に妻の実家があった場所（埼玉県新座市とされる）に新築の家を建て、2023年2月現在は夫婦、子どもたち3人、妻の両親の7人で暮らしている。この家は総額1億円の3階建ての家とされ、地元では「なんでだろう御殿」と呼ばれている。
- 面長の顔から、「自己紹介の歌」では「奇面組の一堂零」「モアイ像」「アゴ勇」「山形県」と歌われている。
- 落語家の6代目三遊亭円楽はテツと顔が似ている事から親交があり、『笑点』の演芸コーナーで何度かコラボしている。
- 営業では椅子やギターに畳など、様々なものを顎の上に乗せてバランスを取る芸を披露している。
- 『M-1グランプリ2002』の決勝へ進出した際、松本人志（ダウンタウン）から「赤いジャージの子は友達としては100点」と絶賛された。
- 実母は日本舞踊の家元で、若手時代に「あんたの動きは気持ち悪い」と言われ、日本舞踊の所作を踏まえた動きを教わった。
- めちゃイケの笑わず嫌い王決定戦に出演してから、初詣!爆笑ヒットパレードにて岡村隆史（ナインティナイン）とコラボダンスをするのが恒例となっている。
- 演歌歌手・水森かおりは、テツと同じく子供時代に『ちびっこものまね紅白歌合戦』に出場しており、偶然共演したこともある。その後2003年の紅白で出演者として再会したことがきっかけとなり、以降時々カラオケに行くなど交流するようになった。

トモ（1970年5月10日 - ）（55歳）
主にツッコミ担当、立ち位置は向かって右。

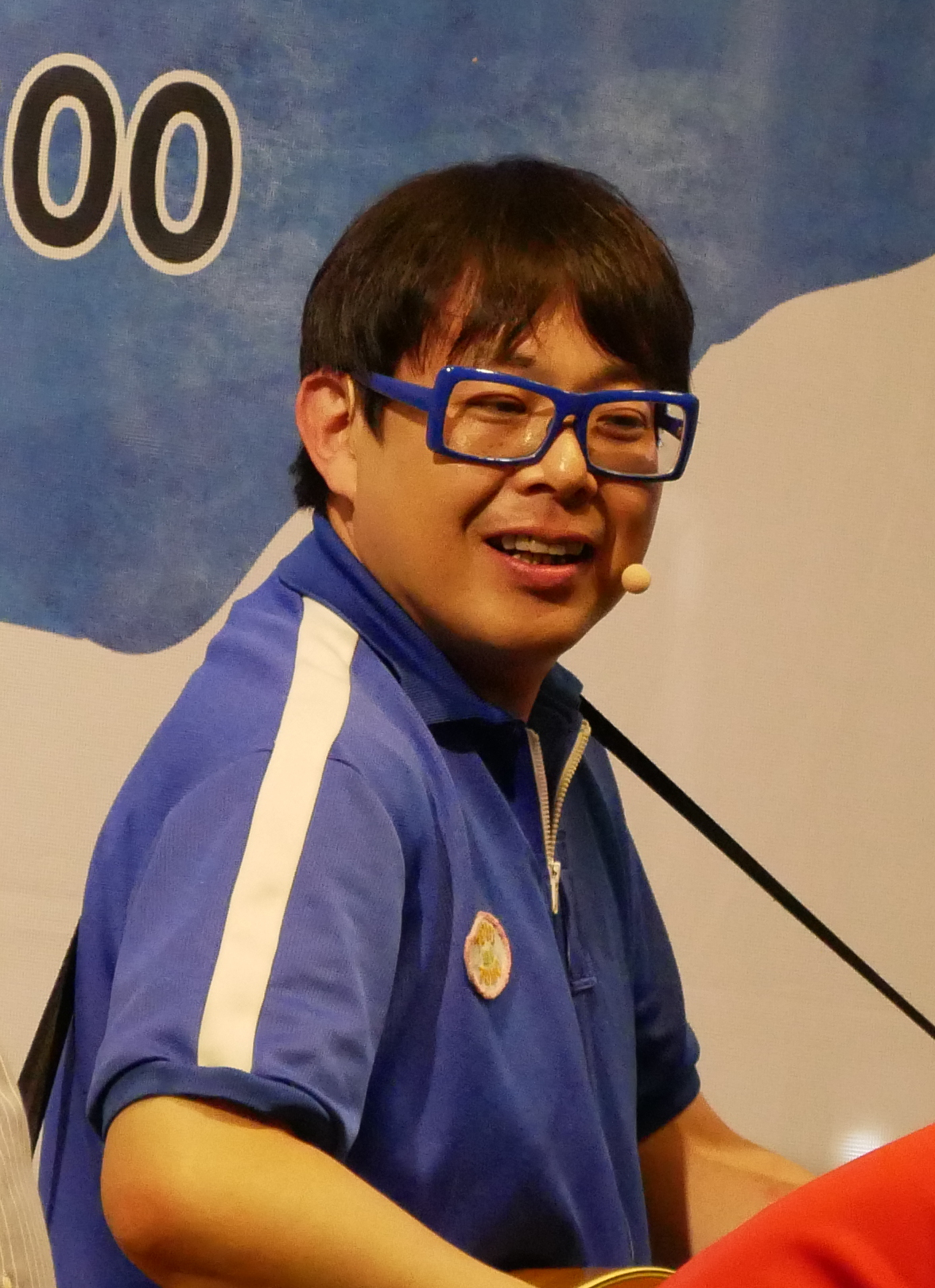
トモ

- 本名：石澤 智幸（いしざわ ともゆき）。山形県山形市出身。山形大学附属幼稚園卒園、山形大学附属小学校、山形大学附属中学校、日本大学山形高等学校、日本大学藝術学部演劇学科卒業。血液型B型。青いジャージを着て、本来はテツの持ち物であるギターを弾いている。ネタの作曲も担当している。
- デビュー当初は出身高校である日本大学山形高等学校のジャージを着ていたため、地元では英雄扱いだった。
- 元フジテレビアナウンサーの武田祐子は幼稚園から中学校までの同級生で、演出家、劇作家、俳優の後藤ひろひとは小学校、中学校の先輩。俳優の畠中洋は高校の先輩。
- 結成前の1991年ごろ、『星期六我家的電視・三宅裕司の天下御免ね!』内の素人パフォーマンスコーナー「岸谷五朗の日比谷公開堂」に、「チョビひげ次郎（トモ）」「モンキー・チャム」という2人組のグループ『モンチョビ2』としてしばしば登場していた。また、1996年には『NHKのど自慢』（NHK総合・ラジオ第1）の東京都中野区大会に出場してチャンピオンとなる。
- 特技は詩吟。詩吟の経験のせいか、演歌歌手のように小節（こぶし）の入った歌い方をする。声量と歌唱力の評価は高い。
- 「似てないものまね」が特技(自己紹介の歌でも、テツから「特技は似てないものまねよ♪」と振られてものまねを披露する。後述の立川談志の他にも石橋貴明（とんねるず）やマギー司郎などのレパートリーがある)。
- ボルシチが苦手。
- 高所恐怖症で、広島へ向かうために乗った飛行機において離陸した直後に叫びながら横の席にいたテツの手を握り締めたほど。
- 2009年11月頃から視力低下のためプライベートでは黒縁眼鏡を着用している。近年はテレビ出演時やネタ中にも青縁の眼鏡を着用する。

## 概要
赤・青の揃いのジャージを着て、トモがギターを弾き、テツがおかしな踊りをして「なんでだろう〜」と連呼しながら、日常の何気ない疑問について繰り広げる漫談で有名になる。また、CDを発売するなど歌にも力を入れたことから、全国各地で老若男女楽しめるお笑いと歌のステージを展開している。「なんでだろう〜」のフレーズは、2003年のタイアップ効果により同年の流行語となり、新語・流行語大賞に選ばれた。漫談の中でトモが立川談志などのモノマネを披露することもある（似ていない事をネタにしている）。
日本大学芸術学部で出会い、同期たちとカラオケに行った際に、テツとはお互いに演歌や歌謡曲が好きなことが判明。同期たちとカラオケに行く時は、よくテツと狩人の「あずさ2号」をデュエットした。大学の友人の結婚式の余興で2人でデュオを組み、「サライ」の替え歌を歌った。当時のテツは演歌歌手志望でトモは俳優志望であったが、披露宴に出席していた事務所関係者に、なぜか芸人としてスカウトされた。2ヶ月間におよぶ説得が続き、事務所側から「芸人として売れたら歌（CDなど）だって出せるよ」と言われ、2人で悩んだ末に芸人としてデビューすることにした。
事務所所属後は、漫才やコントなどをやってみたが全く受けない日々が続いた。1998年5月にトモがトイレに行った際に、不意にメロディ（「なんでだろう〜」の部分）が頭の中に降りてきて、テツに伝えたことから「なんでだろう〜」のネタが生まれた。「なんでだろう〜」のネタをやり始めてからネタ見せ番組などのオーディションに受かるようになり、客に大ウケするようになった。

## 来歴
- 1999年から2003年にかけて『爆笑オンエアバトル』（NHK）へ出演。20勝3敗、最高501KBという高記録を出し、ゴールドバトラーに認定された。
  - 番組放送2回目となる1999年4月4日放送回で初オンエア。以降も順調にオンエアを重ね、2003年7月11日放送回で20勝を達成。20回目のオンエアを果たすのは彼らが初となる。また、15回目のオンエアから20回目のオンエアまで彼らが最多勝利数を塗り替え続けている[注釈 3]。その後、2003年の『第54回NHK紅白歌合戦』に出場後の2004年2月20日放送回に出場し、その期待からオンエアは間違いないと思われたが、結果は345KBでオフエアだった。通常回ではこの回が最後の挑戦回となり、番組を卒業する事となった。
  - 番組初期はネタの最後に顔芸を披露していたが、2000年7月30日放送回で初のオフエアを経験した事で顔芸を封印し、2001年3月11日放送の第3回チャンピオン大会のセミファイナルで久々に披露した。この回を最後に番組で顔芸を行わなくなった。
  - 第1回から第5回まで5大会連続でチャンピオン大会に出場。第5回まで皆勤でチャンピオン大会に出場しているのは彼らのみである[注釈 4]。

- 2002年、『M-1グランプリ2002』にて決勝戦進出。漫才の既成概念を破壊した「弾き語りパフォーマンス」を披露し、結果は6位。松本人志は「これは難しいですね。赤いジャージの子は友達としては100点なんですけど、これを漫才ととるか、っていうところですよね。あとこれを4、50分やられたらものすごく面白くなると思う。時間的なものもありますかね」と評した。これに対し、立川談志は「お前らはここに出てくる奴じゃないよ。もういいよ。俺褒めてんだぜ。分かってるよな?」と評している[注釈 5]。談志はその後、2008年に行われたテツandトモ結成10年記念ライブに参加した。ノリノリでなんでだろうの踊りを披露している。
- 2003年1月から『こちら葛飾区亀有公園前派出所』とタイアップしたエンディングテーマ「テツandトモのなんでだろう〜両さんバージョン〜」でブレイクし、翌月発売のシングルCD「なんでだろう 〜こち亀バージョン〜」がヒットした。
- 2003年の『第54回NHK紅白歌合戦』に、はなわとの合同により「佐賀県なんでだろうスペシャル合体ヴァージョン」で出場[1]。
- 2005年7月21日には「哲智」のアーティスト名で「おいら。」をリリース。芸人ではなくアーティストとして歌うため、黒のスーツに白のシャツで歌唱する。
- NHK山形放送局制作の『今夜はなまらナイト』には、当初山形市出身のトモのみが出演。その後テツも加わって現在は毎回コンビとして出演し県内で高い人気を集めている。そのため2008年8月の山形花笠祭り最終日にゲストとして呼ばれ、山車に上がった。
- 2009年7月の『キズナ食堂』に一発屋芸人として出演し、他の一発屋とは違って複数の番組で全く同じネタを常に求められていたテレビ出演を辛かったと語り、持ちネタや貯金が少しずつ増えていく今が一番充実していると締めくくっている。
- 2009年から2012年にかけてニチエンプロダクションから離れ、株式会社J.M.Pという事務所へ所属していた事がある（後にニチエンへ復帰）。
- 2010年には清水国明、原田伸郎、宇津木妙子、田尾安志らと共にテレビショッピング研究所の「青汁三昧」のCMに出演。なお、29分の通販番組ではインタビュー取材を受けている。
- 2020年10月、公式YouTubeチャンネル開設。

## エピソード
- テツは元々俳優の他に歌手志望、トモはのど自慢チャンピオンの経験という過去を持つこともあり芸人の中では特に歌唱力が高い。
- ラーメンズとは過去に合同ライブを開くほど親交があり、テツトモが彼らの公演に足を運ぶ姿も多々目撃されている。また、ラーメンズのビデオ『news-NEWS』（公演の舞台裏を収録したもの）にも出演している。
- 同じくコンビ名に「アンド」を入れているタカアンドトシと間違われる事があり、本人たちもネタにしている。
- 舞台でジャージを着るようになったのは、ネタ見せのオーディションに落ち続けた若手時代に「少しでも目立つように」と考えたことがきっかけ。その時はお互いの高校のジャージを着て、当初数回着たら舞台衣装を変えるつもりだったが、脱ぎそびれてそのままジャージで活動するようになった[1]。その後2002年の初め頃から、ジャージは特注品で1着10万円のものを着用するようになった。オリジナルデザインでロゴ入りワッペンがつけられているほか、ピンマイクを左右両方に取り付けられる等のカスタマイズが加えられている[5]。
- 春風亭一之輔は日本大学の後輩、スケジュールが詰まっている一之輔に代わって仕事を得ている。『笑点』の演芸コーナーで共演した。

## 代表曲
なんでだろう 〜こち亀バージョン〜
作詞はテツandトモ、作曲は石澤智幸、編曲は三沢またろう。メジャーデビュー曲であり、アニメ『こちら葛飾区亀有公園前派出所』のエンディングテーマに一時期使用。オリコン最高位10位。20万枚以上を売り上げた。
なんでだろう音頭
作詞・作曲は石澤智幸、編曲は高見優。持ち芸の「なんでだろう」を音頭バージョンにした曲。
大田区でプロポーズ
作詞・作曲はつんく♂、編曲は高橋諭一。テツandトモがつんく♂（シャ乱Q）に依頼して出来た曲。

## 主な持ち芸
なんでだろう
「○○が○○するのはなんでだろ〜♪」といった形式で普段は意識されにくい世の中の素朴な疑問を歌う。なお、現在出演しているNHK山形の「今夜はなまらナイト」では山形弁で「なすてだべ〜」に変わる。番組ホームページ でその模様も収録した動画が公開されている。ありふれた日常の出来事が元となっていることから、あるあるネタの変形とも言える。嘉門達夫がアンサーソングとして疑問に答えるという曲を発表した。元々は本人たちも答えも一緒に歌っていた（例：トモ「テツの顎がこんなに長いのなんでだろう?」→テツ「遺伝だろう」など)が、「答えはあえて出さない方が面白い」との考えで今の形となった）。
かならずいるんだよね
1番と2番があり、1番は「自動販売機のボタンを同時に2つ押す奴」などと現実に起こる出来事をトモが歌いテツがジェスチャーを行うというもの。2番は1番で歌った内容をパロディー化して「自動販売機のボタンを同時に全部押す奴」などと絶対にありえない出来事を歌い、ジェスチャーをやろうとする・あるいはジェスチャーを行ってからツッコミを入れるというものになっている。時間の都合などによって2番は省略される場合もある。
必要ないもの
「壊れかけのラジオ」「二千円札」など必要ないものを歌う。メロディーはピンク・レディーの「S・O・S」。
せつないね
「別れの挨拶をしてバスに乗ったのになかなかバスが出発しない時」「僕（トモ）も結構動いているのにテレビを見たら映ってなかった時」など、ありがちな切ない出来事を歌う。
ちょっとだけ恥ずかしいことがある
「後姿で知り合いだと思って声を掛けたら知らない人だった時」など、少し恥ずかしくなるような出来事を歌う。
そんなわけないだろう
ついついやりたくなっちゃう
「インターネットで自分の名前を検索」などやってしまいがちな出来事を歌う。
全部ウソなのよ
「先生が『怒らないから本当のことを言いなさい』と言う時」「『俺テスト勉強全然してない』と言う奴」など嘘っぱちなことを歌う。ちなみにテツが「（初恋の人の）名前はオサムです〜♪」と歌ったあと、慌てた様子で「全部ウソなのよ〜♪」と歌い出すパターンもある。
当て振り（顔芸）シリーズ
- 笑点のテーマ、古畑任三郎のテーマ、「タイガーマスク」の主題歌、「北斗の拳」の主題歌（クリスタルキング「愛をとりもどせ!!」）、アヴェ・マリア、あまちゃんのテーマ

どどんまい
小学館の学年誌による公募で選ばれたネタで、落ち込んだ相手を励ますときに用いる。
わたしたち怒っているんです
何が出来るかな?
「何が出来るかな?」と歌いながらテツがバルーンアートをする。
ショートソング（替え歌）
ある著名な歌の替え歌でちょっとしたボケをはさむ。ネタとネタとの間に多く、特にモノマネ芸が多い。

## 賞レース成績・受賞歴など

### M-1グランプリ
2002年大会のみ出場。
| 年     | 結果    | エントリーNo. |
| ------ | ------- | ------------- |
| 2002年 | 決勝6位 | 746           |

### 爆笑オンエアバトル チャンピオン大会
| 回（年）        | 結果               | 備考                            |
| --------------- | ------------------ | ------------------------------- |
| 第1回（1999年） | 決勝2位            | 予選 2位通過                    |
| 第2回（2000年） | 本選8位            | 予選1組目 4位通過               |
| 第3回（2001年） | セミファイナル敗退 | Aリーグ 8位                     |
| 第4回（2002年） | セミファイナル敗退 | Bブロック 7位                   |
| 第5回（2003年） | ファイナル7位      | セミファイナルBブロック 3位通過 |

### その他
- 2001年 平成12年度花形演芸大賞 銀賞
- 2002年 平成13年度花形演芸大賞 金賞
- 2003年 新語・流行語大賞 年間大賞（「なんでだろう〜」）

## 出演

### テレビ番組
- 家族そろってボキャブラ天国（フジテレビ、1998年4月 - 9月）
  - 続!ボキャブラ天国（フジテレビ、1998年 - 1999年）
  - 歌うボキャブラ天国（フジテレビ、1999年）
- 爆笑オンエアバトル（NHK総合）
- エンタの神様（日本テレビ）キャッチコピーは「国民的人気お笑いコンビ」→「赤と青の打ち上げ花火」
- めちゃ2イケてるッ!（フジテレビ）「なんでだろう?」のコーナー等
- 伊予路てくてく（NHK愛媛、2002年11月 - 2013年6月）
- 日曜スタジオパーク（NHK総合、2003年4月 - 2005年3月） - 司会
- サイコロまかせ!桃鉄の旅（旅チャンネル、2006年12月 - 2007年11月）
  - ご当地グルメバトル!桃鉄の旅（旅チャンネル、2007年12月 - 2008年5月）
- 笑いの金メダル（朝日放送）
- F2スマイル（フジテレビ、2005年4月4日 - 9月30日） - 「笑う!通販」木曜日
- BSどーもくんワールド（NHK BS2、2006年4月 - 2007年3月）
  - BSななみDEどーも（NHK BS2、2007年4月 - 2011年3月）
  - みんなDEどーもくん!（NHK BSプレミアム、2011年4月 - 2012年3月）
- 笑点（日本テレビ）
- ペケ×ポン（フジテレビ、2009年 - 2015年）「旬モノはどれだ 」旬を過ぎた芸人部屋レギュラー
- Eテレ0655（NHK Eテレ、2011年 - )おはようソング「これを知ってるといばれるの唄 時事・経済用語編、間違えやすい日本語編、海外では通じない和製英語編」をトモが歌唱
- おねぇさまのおせっかい代理店。 ファニーカンパニー!（富山テレビ、2011年1月 - 2012年2月）
- テツトモアイドル予備校（MJTV、2011年7月 - 2011年12月（6回））
- ワラッチャオ!（NHK BSプレミアム、2013年10月 - 2017年3月）あるある名人会
- ニッポンど真ん中!（JNN中部6局ブロックネット、2014年4月 - 2015年3月）
- ウッティタウン6丁目（テレビ山梨、2016年1月 - 2020年3月） - 月曜レギュラー

### ラジオ番組
- 今夜はなまらナイトシリーズ（NHK山形ローカル、2007年 - 2012年）当初は山形県出身のトモが単独出演・途中からテツも参加。
- テツandトモのなんでだラジオ!（2020年 - 、山形放送）[7]

### テレビドラマ
- バカヤロー!1999 ニッポン人の怒り爆裂ストレス解消3連発（日本テレビ、1999年9月26日）  - 本人役
- こころ（NHK連続テレビ小説、2003年） - 本人役
- 地域発ドラマ（NHK BSプレミアム）
  - お米のなみだ（NHK仙台放送局開局80周年特集ドラマ 、2008年10月19日／NHK プレミアム「東北発地域ドラマ」、2012年2月18日）
  - 山形発地域ドラマ「私の青おに」（NHK山形、2015年11月18日） - 吉原 役（トモのみ、「石澤智幸」名義）
- まっつぐ〜鎌倉河岸捕物控〜（NHK総合、2010年4月17日 - 8月14日） - 梅吉・繁三役
- 大河ドラマ大作戦（NHK総合、2012年8月） - 落武者役

### テレビアニメ
- すすめ!キッチン戦隊クックルン（NHK Eテレ、2015年1月6日）

### NHK紅白歌合戦出場歴
| 年度/放送回               | 回 | 曲目                                            | 出演順 | 対戦相手           | 備考               |
| ------------------------- | -- | ----------------------------------------------- | ------ | ------------------ | ------------------ |
| 2003年（平成15年）/第54回 | 初 | 佐賀県なんでだろう 〜スペシャル合体バージョン〜 | 19/30  | Every Little Thing | はなわと合同で出演 |

注意点
- 出演順は「出演順/出場者数」で表す。

## CM
- ハドソン 「桃太郎電鉄12　西日本編もありまっせー!」（2003年）
- 青汁三昧（2010年）
- 那須どうぶつ王国（2012年）
- お宝中古市場（2013年）
- 滋賀県知事選挙（2014年、PRCM）
- モスバーガー「異国の地でナンタコス編(野崎智子と共演)」（2018年）
- 日清食品「日清ラ王」（2022年）
- 霊園・墓石のヤシロ（2024年）
- 雪印メグミルク「乳酸菌ヘルベヨーグルト」（2024年）[8]

## PV出演
- fripSide “Two souls -toward the truth-”（2015年12月2日発売、NBCユニバーサル・エンターテイメントジャパン）
- チャットモンチー “Magical Fiction”（2017年4月5日発売、キューンミュージック） - これが縁となりチャットモンチー完結となる、こなそんフェス2018、2日目（2018年7月22日）舞台での共演を果たし、チャットモンチーなんでだろうを披露する。

## ディスコグラフィー

### シングル（CD・ダウンロード）
☆はダウンロード限定シングル。

### ビデオ（VHS・DVD）
|     | 発売日                       | タイトル                       | 規格品番                      |
| --- | ---------------------------- | ------------------------------ | ----------------------------- |
| 1st | 1998年12月21日               | テツandトモの世の中何でだろう  | VPVF-61003:VHS                |
| 2nd | 2003年04月16日 2003年4月23日 | 爆笑オンエアバトル テツandトモ | PCVE-11981:VHS PCBE-50526:DVD |

### 参加作品
| 発売日         | タイトル                                                                     | 規格品番                   | 作品                                    |
| -------------- | ---------------------------------------------------------------------------- | -------------------------- | --------------------------------------- |
| 2003年03月19日 | こち亀百歌選〜主題歌ベストコレクション〜                                     | PCCA-01869                 | なんでだろう 〜こち亀バージョン〜       |
| 2003年12月17日 | M-1グランプリ 2001完全版 〜そして伝説は始まった〜                            | YRBY-50010/1               | -                                       |
| 2005年02月23日 | エンタの神様 ベストセレクション Vol.3                                        | VPVF-68427 VPBF-12260      | -                                       |
| 2005年10月19日 | 輝け!週刊少年アニメ王・増刊号                                                | PCCG-00692                 | -                                       |
| 2006年08月25日 | 地上波で出来ないTVシリーズ お笑いでポン! DVDデラックス                       | TSDS-75508                 | -                                       |
| 2008年03月26日 | 歌合戦 〜桃太郎電鉄20周年記念アルバム〜                                      | YRCN-95010                 | 菜の花鉄道                              |
| 2008年07月16日 | お笑い芸人★SONG STYLE                                                        | PCCS-00038                 | -                                       |
| 2009年11月26日 | 桃太郎電鉄2010 戦国・維新のヒーロー大集合!の巻                               | RVL-SMTJ-JPN               | 星を降る空を探して                      |
| 2010年7月15日  | 桃太郎電鉄タッグマッチ 友情・努力・勝利の巻!                                 | ULJM05677                  | 訪れ川                                  |
| 2012年04月27日 | ぱちんこ CR 桃太郎電鉄 ひらけ! キングボンビジョンの巻 -Original Sound Track- | PCCR-90056                 | Railway In Starlight 夜明けのホライズン |
| 2016年12月22日 | 桃太郎電鉄2017 たちあがれ日本!!                                              | CTR-P-AKQJ                 | ささやかな明日                          |
| 2020年5月13日  | 佐藤弘道「ひろみちお兄さんの体あそび げんきスイッチオン!」                   | KICG-8422                  | つんつくオバケがつんつくつん            |
| 2022年2月14日  | THE 1st SINGLES「なんでだろう feat.テツandトモ」                             | （デジタル・ダウンロード） | なんでだろう feat.テツandトモ           |
| 2022年5月25日  | 朝倉さや「Life Song」                                                        | UPCY-7777                  | なすてだべ feat.テツandトモ             |

## ミュージックビデオ
| 監督     | 曲名                                       |
| -------- | ------------------------------------------ |
| 大熊一成 | 「なんでだろう音頭」「大田区でプロポーズ」 |
| 小林一幾 | 「ほろ酔いブルース」                       |

## イベント
2009年7月、Dpaがデジタルテレビジョン放送普及推進・アナログテレビジョン放送終了啓発を目的とした「日本全国地デジで元気!」イベントを開始した際、「地デジ芸人」に選ばれた。以後、村井まりらとともに全国各地で行われている同イベントに参加し、地デジPRを行っている。また、2010年2月14日に放送された『笑点』（日本テレビ系）で演芸コーナーに主演した際、「日本全国地デジで元気!」のワッペンをつけたジャージで登場し、地デジカも演芸コーナーに出演した。